# Чаплино (Днепропетровская область)
Ча́плино (укр. Чаплине) — посёлок, Дубовиковская сельская община, Синельниковский район, Днепропетровская область, Украина.

## Географическое положение
Посёлок городского типа Чаплино находится в 2,5 км от левого берега реки Чаплина, на расстоянии в 1 км от сёл Журавлинка и Ровное, в 1,5 км — село Хуторо-Чаплино. Через посёлок проходит автомобильная дорога Т-0406 и железная дорога, станция Чаплино.

## История
- Название посёлка происходит от небольшой речки Чаплины, протекающей неподалёку от него.

Основано Чаплино во время строительства Екатерининской железной дороги (1881—1884 гг.). С апреля 1896 года началось строительство новой одноколейной линии участка железной дороги от станции Чаплино до города Бердянска; в начале 1899 года железнодорожная линия Чаплино — Бердянск протяженностью 195 вёрст была сдана в эксплуатацию. С её открытием Чаплино превратилось в железнодорожный узел. Со станции Ульяновка (пгт Васильковка) сюда перевели депо, службы пути и связи.
- В посёлке, расположенном около станции, проживали стрелочники, кочегары, сцепщики вагонов, кондукторы и другие рабочие. В убогих, грязных и тесных мазанках и деревянных избах ютилось по несколько семей.
- В 1896 году бельгийское акционерное общество начало строительство завода «Керамика» по производству огнеупорного кирпича и черепицы. В 1900 году на заводе работало около 500 рабочих, годовая продукция его оценивалась в 429 тыс. руб[3]. После 1907 года завод прекратил свою деятельность.
- В 1905 году в Чаплино проживали Д. И. Ульянов с женой Антониной Ивановной у её родственников.
- Накануне Первой мировой войны в Чаплино имелась паровая мельница. Функционировали почтовое отделение, железнодорожная амбулатория. Жителей посёлка, не занятых на транспорте, и крестьян окрестных сёл обслуживал частный фельдшер. Действовал клуб для рабочих. В 1913 году на станции открылось первое учебное заведение — железнодорожная школа[4]. До этого времени дети рабочих ездили в школу за 18 км на станцию Ульяновка.
- В начале апреля 1918 года железнодорожный узел и посёлок заняли австро-германские войска. Во второй половине ноября 1918 года в Чаплино была восстановлена Советская власть.
- 1938 — присвоено статус посёлок городского типа.
- 2 октября 1941 года советские органы и войска оставили город, оккупирован германскими войсками[5][6].
- 9 сентября 1943 года освобождён от гитлеровских германских войск советскими войсками Юго-Западного фронта в ходе Донбасской операции[5]:

- 3-й гвардейской армии в составе: 23-го тк (генерал-лейтенант т/в Пушкин, Ефим Григорьевич) в составе: 39-й тбр (подполковник Беспалов, Степан Иванович), 3-й тбр (полковник Девятко, Иван Акимович), Части войск 56-й мсбр (подполковник Штанько, Филипп Феофанович)
- 17-й воздушной армии в составе: части войс 288-й иад (полковник Смирнов, Борис Александрович) 1-го смешанного авиакорпуса (генерал-майор авиации Шевченко, Владимир Илларионович).

- Войскам, участвовавшим в освобождении г. Чаплино, Волноваха, Мариуполь и других городов, приказом Верховного Главнокомандующего И. В. Сталина от 10 сентября 1943 года объявлена благодарность и в столице СССР, городе Москве, дан салют 12-ю артиллерийскими залпами из 124 орудий[5].
- Приказом Верховного Главнокомандующего И. В. Сталина в ознаменование одержанной победы соединения, отличившиеся в боях за освобождение города Чаплино, получили наименование «Чаплинских»[5][8]:

- 3-й тбр (полковник Девятко, Иван Акимович)
- 39-й тбр (подполковник Беспалов, Степан Иванович)

- 15 сентября 1943 года оккупирован вторично[5].
- 16 сентября 1943 года освобождён от гитлеровских германских войск советскими войсками Юго-Западного фронта и Южного фронта в ходе Донбасской операции[5]:

- ЮЗФ: 3-й гвардейской армии в составе: 32-го ск (генерал-майор Жеребин, Дмитрий Сергеевич) в составе: 259-й сд (полковник Власенко, Алексей Митрофанович), части войск 279-й сд (генерал-майор Потапенко, Владимир Степанович); 135-й тбр (подполковник Безнощенко, Михаил Захарович) 23-го тк (генерал-лейтенант т/в Пушкин, Ефим Григорьевич).
- ЮФ: 51-й армии в составе: 54-го ск (генерал-лейтенант Коломиец, Трофим Калинович) в составе: 216-й сд (генерал-майор Васильев, Николай Сергеевич), 315-й сд (генерал-майор Куропатенко, Дмитрий Семёнович).

В 1970-е годы здесь действовали предприятия по обслуживанию железнодорожного транспорта и государственный плодопитомник.
В январе 1989 года численность населения составляла 4927 человек.
В мае 1995 года Кабинет министров Украины утвердил решение о приватизации находившегося здесь завода прессовых узлов
По состоянию на 1 января 2013 года численность населения составляла 3935 человек.

### Вторжение России на Украину
24 августа 2022 года, в День независимости Украины, во время вторжения России в Украину, российскими войсками был нанесён ракетный удар по станции Чаплино. В результате 5 пассажирских вагонов загорелись, погибло по меньшей мере 25 человек (включая 2 ребёнка), ранено — 50. Пятеро заживо сгорели в своей машине.

## Экономика
- ОАО «Прессузел» (не действует, здания разобраны). «Экспериментальные мастерские» Приднепровской железной дороги в действующем состоянии.

## Объекты социальной сферы
- Детский сад.
- Школа І—ІІ ст.
- Школа І—ІІІ ст.
- Клуб.

## Транспорт
Узловая железнодорожная станция Чаплино (пересечение линий на Синельниково, Покровск и Бердянск).

## Известные люди
- Нортенко Василий Иванович (1922—2003) — Герой Советского Союза, родился в селе Чаплино.
- Стрельченко, Александра Ильинична (1937—2019) — народная артистка России, родилась в селе Чаплино.